# 死の国からのバトン
『死の国からのバトン』（しのくにからのバトン）は、日本の児童文学作品。著者は児童文学作家の松谷みよ子。1976年（昭和51年）2月13日に、偕成社から刊行された。戦争や公害などの社会の暗部に光を当て続けた『直樹とゆう子の物語』シリーズ全5部作の第2作であり、主人公兄妹と死者たちの交流を通じて、公害や自然破壊の告発をテーマとしたファンタジー作品である。

## あらすじ
直樹とゆう子の兄妹は1月の連休に、母と共に、日本海に面した町、阿陀野にある祖父の家に行くことになる。出発当日、飼い猫のルウが変死体で発見される。母はルウを獣医に届け、直樹たちと共に出発する。
途中の電車内で知り合った老婆が、直樹に「阿陀野の山は先祖の山であり、死者はその山に帰る」と話す。直樹は、死んだルウも阿陀野の山に向かっていると考え始める。
阿陀野へ到着後、直樹は裏山で、直七という少年と、過去の時代に生きていた子供たちに出会う。直七は「お前の先祖」を名乗る。直樹がルウのことを話すと、直七は「山のおばばなら、知っているかもしれない」という。
直樹は直七の手引きで、山のおばばに会うが、死んだ猫たちが苦しんでいる様子を目にする。山のおばばは、「人間が猫たちをこんな目に遭わせた」「その人間は人も殺し、これからも殺し続ける」「人間の作った工場が、阿陀野川に毒を流した。毒のたまった魚を猫が食べて苦しんで死に、人間も猫と同じように狂って死んでいった」「ルウは、次は直樹たちの番だと伝えたかった」と話す。直樹は恐怖をおぼえ、そこから逃げ出す。
祖父の家では、テレビで食品公害のことが報じられており、祖父母もまた、同様に公害で死んだ知人たちのことを話す。直樹は再び直七に会い、「公害に遭う僕たちよりも、直七たちの時代の方が幸せだった」と話す。直七はそれに対して、自分の仲間たちのことを「みんな貧しくて、飢え死にした」と打ち明け、「どちらが幸せか」と問いつつ、姿を消す。
直樹の前に、亡き父が現れる。父もまた、理不尽な現実と戦いつつ死んだことを話し、叶わなかった想いを直樹に託し、「お前にバトンタッチしたよ」と言って、消える。
直樹は、父や直七たちから受け継いだバトンの意味を理解しつつ、現実世界を逞しき生きる勇気を得て、物語が終わる。

## 登場人物
直樹（なおき）
主人公。12歳、小学6年生。
ゆう子（ゆうこ）
直樹の妹。5歳。
蕗子（ふきこ）
直樹とゆう子の母。フリーのルポライター。夫とは交通事故で死別した。
直七（なおしち）
阿陀野の山中にいる15歳の少年。直樹に対して「お前の先祖」を名乗る。
山のおばば
阿陀野の山の老婆。命を生んで育て、すべてを土に戻し、そこからまた新たな命を生み出す、山の神のような存在。

## 作風とテーマ

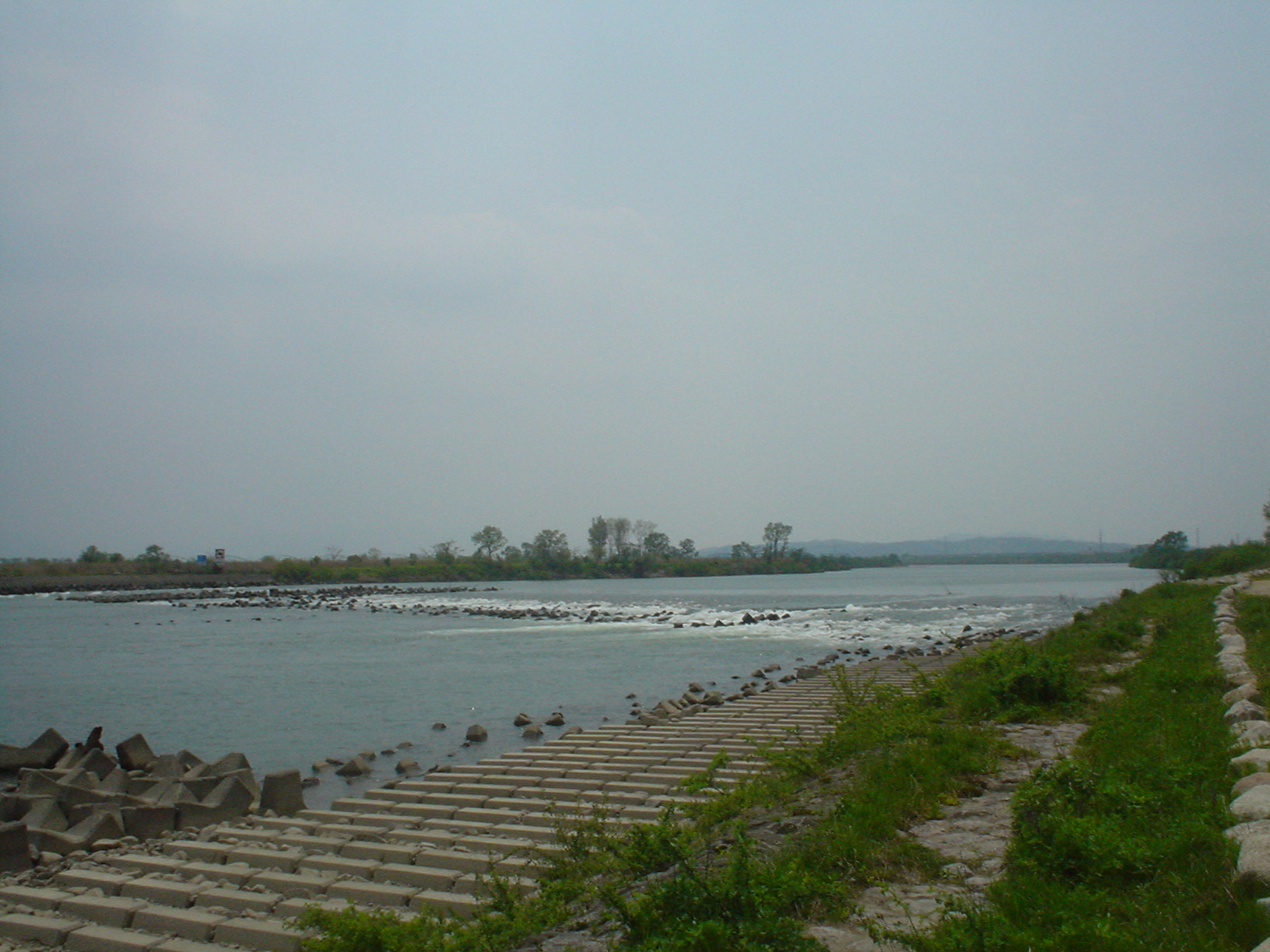
阿賀野川

『直樹とゆう子の物語』シリーズの第1作『ふたりのイーダ』（以下『イーダ』と略）と対をなす作品として書かれている。『イーダ』の舞台は母の実家、季節が夏なのに対して、本作は舞台が父側の実家で、季節は冬である。また『イーダ』が広島原爆という過去の戦争にまつわる題材を扱ったことに対し、本作では戦争の終わった現在、子供たちの危機となる公害について扱われている。登場人物の「直樹」「ゆう子」は、『イーダ』と共通しているが、同シリーズは作品ごとに完結しており、本作は『イーダ』の続編ではない。松谷自身は「姉妹編」と語っている。
『直樹とゆう子の物語』シリーズの全5作の内、他の4作が戦争を扱っていることに対して、本作は唯一、公害をテーマとしている。物語の舞台である「阿陀野」は架空の地名だが、実在の地名である「阿賀野」に通じることなどから、本作で登場する公害は、新潟県の阿賀野川で昭和期に発生した水銀中毒、即ち第二水俣病のことと見られている。松谷自身、本作の執筆のために「新潟の水俣病」の取材で阿賀野川を訪れたことを、自著で述べている。本書で「猫がうつろな目で、涎を流し、脚を引きつらせて、苦しんで死んだ」といった記述も、第二水俣病で報告されていたメチル水銀による中毒症状を彷彿させる。
第二水俣病の確認は1960年代であり、1968年度（昭和43年度）の小学校学習指導要領にはすでに公害と環境保全について触れられており、公害防止や環境保全に関する行政機関である環境庁の設置は1971年（昭和46年）なのに対し、本書の発行は1976年（昭和51年）であり、発表が遅れていることは否定できない。これについては、子供たちが公害を知識として学んでも、自分たちに関わる問題意識を抱くことは困難であることから、環境庁が設置されても依然として人間は公害の危機に晒されており、子供たち自身も被害者に成り得るという危機感を訴え、当事者意識を持つ願いが込められているとも見られている。

## 製作背景
作者の松谷みよ子は17歳のとき、戦死者を取り上げた新作能作品『忠霊』を見て、死者との出会い、死者との会話の描写に深く感動をおぼえた。そして本作執筆の数年前に、山形県の伝統芸能である黒川能を見て、かつて『忠霊』で感じた感動を新たにした。
松谷はこれらの能を通じて、「能とは死者との出入りが自由な世界であり、対話であり、日本のファンタジーである」と考えて、本作の構想に繋がった。それらの知識をより深めるために、頻繁に黒川を訪れて、少年義民、江戸時代に作られた天保堰などのことを知った。挿絵を担当した司修も、自ら同行を申し出て、松谷と共にそれらの取材場所すべてに同行した。
後年のインタビューによれば、松谷は黒川能を見ながら、「何かが囁きかけてきた感覚があり、土や空気、水の汚れを、精霊が語りかけてきた」と感じた。能を見た当時は、その感覚は微かな物であったため、何年間も黒川村、日本海と歩き回り、様々なものを体感し、朧げな感覚を形にしていったという。
実際の執筆では、松谷は「自分の書きたいものは能、義民、堰に限定されず、それらを含めた死者との会話だ」と感じられ、実在の地域や歴史に縛られない自由な世界設定が必要と感じられたことから、黒川や能への執着は一つ一つ捨てられた。さらに、「東京の猫が水俣病で死んだ」というニュースを見たことがあり、それをいつか書きたいと思っていたことで、これが本作のもう一つの骨子となった。
シリーズ第1作『ふたりのイーダ』は、自身の中で完結した作品であり、それ以上を書くつもりはなかった。ある日、作家のいぬいとみこから「あなた、この続きを書かなくちゃね」と言われたときも、松谷はその言葉に疑問を抱いていた。しかし、公害問題を扱う作品として本作品の執筆を始めた後、「これは『ふたりのイーダ』の続きだ」と感じ、「直樹とゆう子が出番を待っていてくれた」という実感があったという。
当時の偕成社の編集者である相原法則は、松谷が製作のために山形の黒川能の取材を行うにあたって、可能な限り取材に同行し、協力した。しかし能のことの大半は、作中に登場しない。このことで相原は「取材とは作家が納得することであり、大半は書かずに捨てられる」「捨てる勇気が大事」と理解したという。なお松谷が相原に黒川能のことを話したのは1971年（昭和46年）2月であり、本作の発行は1976年であることから、製作には5年もの期間を費やしたことが窺える。
松谷は当初、題名を『直樹は阿陀野のにて』と考えていたが、「『阿陀野』という地名は難しい」と指摘されたことから、『死の国からのバトン』に改題された。この題はその名の通り、主人公の直樹が死の国を訪れて、先祖と交流することを意味している。松谷はこの題名も本書に最もふさわしいと考えたものの、児童文学者の与田準一から、「『死』を含む題名はタブーなのに、よく使いましたね」と言われ、後から子供の本に「死」を使うことはないと知って、驚いたという。

## 社会的評価
松谷がかつて見た新作能『忠霊』の、死者の対話に対する感動は、シリーズ第1作『ふたりのイーダ』でも表れていた。文学評論家の安藤美紀夫は、『ふたりのイーダ』では死者との出会いはあるものの、死者との会話の表現が不十分であったことに対して、『死の国からのバトン』では直樹と直七との交流を通じて、松谷が『忠霊』から受けた感動が遥かに表現されているとしている。
児童文学評論家の西本鶏介は、死者と向き合うことのできる児童文学としての『ふたりのイーダ』に次いで、松谷が本書では人間の地獄まで描いたとして、死者との対話の中での庶民の苦しみ、公害を撒き散らす者への怒りと怨念の生々しさを評価しており、公害に対する怒りを本作の主なテーマととらえている。また西本は『イーダ』と本作、そしてシリーズ第3作『私のアンネ=フランク』を指して、戦中と戦後を生き延びた者としての戦争への怨念、生命への愛着を感じ、松谷の作家としての自我の強さをも評価している。
先述のように、児童文学作品としてはタイトルに「死」を用いた稀な作品である上に、生きている人間が死の国へ迷い込んで死者たちと交流し、死んだ祖先や父と交流する点において、小田原短期大学講師の馬見塚昭久や、文学評論家の三浦正雄らは、本書を児童文学の中でも極めて異彩を放つ作品としている。
公害のもたらす人間たちの愚かさや傲慢さの告発を特徴としながらも、独特の風格と文体により、作品が魅力的に仕上げられたとする評価の声もある。一方では、あまりに多すぎる背景設定や問題提起を主人公が背負いきれず、物語が失っているとする批判や、過去の死者たちの物語は歴史小説にした方が生きた、公害問題も別の問題提起の手段があったとして、ファンタジー作品に仕立てたことを疑問視する意見もある。